# طوطیچه‌های رنگین
طوطیچه‌های رنگین (نام علمی: Touit) یک سرده از طوطی‌های نوگرمسیری از خانواده طوطیان راستین است.
این سرده توسط جانورشناس انگلیسی جورج رابرت گری در سال ۱۸۵۵ با طوطی شانه‌سرخ (Touit huetii) به عنوان گونه نماد معرفی شد. نام سرده از زبان منقرض‌شده Tupi گرفته شده‌است که توسط مردم بومی برزیل صحبت می‌شد: Tuí eté به معنای «طوطی واقعاً کوچک» است. در سال ۱۶۴۸، طبیعت‌شناس آلمانی، گئورگ مارکگرو، از Tuiete برای طوطی کوچک در تاریخچه طبیعی برازیلیا استفاده کرد. این سرده هشت گونه دارد.